# Blanding
Blanding est une municipalité américaine située dans le comté de San Juan, dans l’Utah. Lors du recensement de 2010, sa population s'élevait à 3 504 habitants, ce qui en fait la plus grande ville du comté. La municipalité s'étend sur 13,08 milles carrés (33,88 km2).

## Histoire
La localité est fondée en 1887 sous le nom de White Mesa. Elle est renommée Grayson en 1908. En 1914, Thomas W. Bicknell annonce offrir 1 000 ouvrages de sa bibliothèque à une localité de l'Utah qui adopterait son nom. Deux bourgs se proposent : l'un prend le nom de Bicknell, l'autre le nom de jeune fille de son épouse (Blanding) et chacun obtient 500 livres.

## Transports
Blanding possède un aéroport (Blanding Municipal Airport, code AITA : BDG).